# Parafia Matki Bożej Częstochowskiej w Liwie
Parafia Matki Bożej Częstochowskiej w Liwie – parafia rzymskokatolicka w diecezji elbląskiej. Erygowana w 1 lipca 1999 roku, przez biskupa elbląskiego Andrzeja Śliwińskiego.
Na obszarze parafii leżą miejscowości: Liwa, Bynowo, Dębinka, Gil Mały, Gil Wielki, Kukła, Ligi, Lubień, Ostrów Wielki, Rogowo, Wielimowo, Zalewo. Tereny te znajdują się w gminie Miłomłyn w powiecie ostródzkim w województwie warmińsko-mazurskim.
Kościół parafialny w Liwie został wybudowany przed 1914 rokiem, poświęcony 29 marca 1983 roku.
Od 1999 roku proboszczem parafii był ks. kan. Zenon Markielanis. Pełnił urząd do swojej śmierci, czyli do 4 czerwca 2020. Następcą jest ks. ppor. mgr Rafał Giedrojc. 